# Huruiești
Huruiești település és községközpont Romániában, Moldvában, Bákó megyében.

## Fekvése
Korbászkától délkeletre, Szászkúttól északkeletre fekvő település.

## Története
Községközpont, hét falu: Căpotești, Florești, Fundoaia, Huruiești, Ocheni, Perchiu, Prădaiș
A 2002-es népszámláláskor 2856 lakosa volt, melyből 96,39% román, a többi egyéb nemzetiségű volt. Ebből 96,04% görögkeleti ortodox volt.
2011-ben 2.578 lakosa volt.